# Lista de primeiras-damas do estado de Sergipe
Esta é a lista que reúne as primeiras-damas do estado de Sergipe.
O termo é usado pelo cônjuge do governador de Sergipe quando este está exercendo os plenos direitos do cargo. Em uma ocasião especial, o título pode ser aplicado a mulheres que não são esposas, quando o governador é solteiro ou viúvo. A atual primeira-dama é Érica Mitidieri, esposa do governador sergipano Fábio Mitidieri.
| Nº                                 | Nome                                     | Imagem                             | Início do mandato       | Fim do mandato          | Governador(a)                      | Notas e Referências |
| ---------------------------------- | ---------------------------------------- | ---------------------------------- | ----------------------- | ----------------------- | ---------------------------------- | ------------------- |
| Vago; Junta Governativa Sergipana. | Vago; Junta Governativa Sergipana.       | Vago; Junta Governativa Sergipana. | 17 de novembro de 1889  | 13 de dezembro de 1889  | Junta Governativa Sergipana        |                     |
| 1                                  | Anna Curvello de Oliveira Freire         |                                    | 13 de dezembro de 1889  | 17 de agosto de 1890    | Felisbelo Firmo de Oliveira Freire |                     |
| 2                                  | Cecília Ferreira Rangel                  |                                    | 26 de janeiro de 1891   | em 27 de maio de 1891   | Luis Mendes de Morais              |                     |
| não encontrado                     | não encontrado                           | não encontrado                     | 8 de junho de 1891      | 24 de novembro de 1891  | Vicente Ribeiro                    |                     |
| não encontrado                     | não encontrado                           | não encontrado                     | 18 de maio de 1892      | 11 de setembro de 1894  | José de Calazans                   |                     |
| Vago; o governador era viúvo.      | Vago; o governador era viúvo.            | Vago; o governador era viúvo.      | 24 de outubro de 1894   | 27 de junho de 1896     | Oliveira Valadão                   |                     |
| 3                                  | Luiza Raphaela Lambert                   |                                    | 24 de outubro de 1896   | 14 de agosto de 1898    | Martinho Garcez                    |                     |
| não encontrado                     | não encontrado                           | não encontrado                     | 24 de outubro de 1899   | 24 de outubro de 1902   | Olímpio Campos                     |                     |
| 4                                  | Maria Pereira Ribeiro de Meneses         |                                    | 24 de outubro de 1902   | 7 de janeiro de 1903    | Josino Odorico de Meneses          |                     |
| Vago; o governador era viúvo.      | Vago; o governador era viúvo.            | Vago; o governador era viúvo.      | 7 de janeiro de 1903    | 24 de outubro de 1905   | Josino Odorico de Meneses          |                     |
| Vago; o governador era viúvo.      | Vago; o governador era viúvo.            | Vago; o governador era viúvo.      | 24 de outubro de 1905   | 12 de janeiro de 1907   | Guilherme de Campos                |                     |
| 5                                  | Capitulina Alves de Melo                 |                                    | 12 de janeiro de 1907   | 13 de dezembro de 1907  | Guilherme de Campos                | [ nota 1 ]          |
| Vago; o governador era viúvo.      | Vago; o governador era viúvo.            | Vago; o governador era viúvo.      | 13 de dezembro de 1907  | 24 de outubro de 1908   | Guilherme de Campos                |                     |
| 6                                  | Maria José da Porcincula                 |                                    | 24 de outubro de 1908   | 24 de outubro de 1911   | José Rodrigues da Costa Dória      |                     |
| não encontrado                     | não encontrado                           | não encontrado                     | 24 de outubro de 1911   | 28 de julho de 1914     | Siqueira Meneses                   |                     |
| 7                                  | Laurinda Prata de Andrade                |                                    | 28 de julho de 1914     | 24 de outubro de 1914   | Pedro Freire de Carvalho           |                     |
| 8                                  | Elvira Moreira Coelho                    |                                    | 24 de outubro de 1914   | 24 de outubro de 1918   | Oliveira Valadão                   |                     |
| 9                                  | Thereza de Figuereiredo Lobo             |                                    | 24 de outubro de 1918   | 24 de outubro de 1922   | Pereira Lobo                       |                     |
| 10                                 | Ana Joelina de Melo Figueiredo           |                                    | 24 de outubro de 1922   | 24 de outubro de 1926   | Maurício Graccho Cardoso           |                     |
| 11                                 | Adelina Vieira de Andrade                |                                    | 24 de outubro de 1926   | 6 de novembro de 1926   | Manuel Correia Dantas              |                     |
| 12                                 | Amelia Braga                             |                                    | 6 de novembro de 1926   | 5 de dezembro de 1926   | Ciro Franklin de Azevedo           |                     |
| 13                                 | Adelina Vieira de Andrade                |                                    | 5 de dezembro de 1926   | 9 de janeiro de 1927    | Manuel Correia Dantas              |                     |
| não encontrado                     | não encontrado                           | não encontrado                     | 9 de janeiro de 1927    | 30 de janeiro de 1927   | Francisco de Sousa Porto           |                     |
| 14                                 | Adelina Vieira de Andrade                |                                    | 30 de janeiro de 1927   | 17 de outubro de 1930   | Manuel Correia Dantas              |                     |
| 15                                 | Ivete de Melo Góis                       |                                    | 17 de outubro de 1930   | 20 de outubro de 1930   | Erônides de Carvalho               |                     |
| não encontrado                     | não encontrado                           | não encontrado                     | 20 de outubro de 1930   | 4 de novembro de 1930   | José de Calazans                   |                     |
| 16                                 | Candida Leopoldina Alves de Sampaio      |                                    | 4 de novembro de 1930   | 10 de novembro de 1930  | Marcelino José Jorge               |                     |
| não encontrado                     | não encontrado                           | não encontrado                     | 10 de novembro de 1930  | 16 de novembro de 1930  | José de Calazans                   |                     |
| 17                                 | Helena Maynard Gomes                     |                                    | 16 de novembro de 1930  | 28 de março de 1935     | Augusto Maynard Gomes              |                     |
| não encontrado                     | não encontrado                           | não encontrado                     | 28 de março de 1935     | 2 de abril de 1935      | Aristides Napoleão de Carvalho     |                     |
| 18                                 | Ivete de Melo Góis                       |                                    | 2 de abril de 1935      | 30 de junho de 1941     | Erônides de Carvalho               |                     |
| 19                                 | Helena Freire de Andrade                 |                                    | 1º de junho de 1941     | 27 de março de 1942     | Milton Pereira de Azevedo          |                     |
| 20                                 | Helena Maynard Gomes                     |                                    | 27 de março de 1942     | 27 de outubro de 1945   | Augusto Maynard Gomes              |                     |
| 21                                 | Celina Carvalho Neto                     |                                    | 27 de outubro de 1945   | 5 de novembro de 1945   | Francisco Leite Neto               |                     |
| 22                                 | Maria José de Melo Góes                  |                                    | 5 de novembro de 1945   | 31 de março de 1946     | Hunald Santaflor Cardoso           |                     |
| 23                                 | Maria Teresa Silva de Freitas Brandão    |                                    | 31 de março de 1946     | 30 de janeiro de 1947   | Antônio de Freitas Brandão         |                     |
| 24                                 | Isaura Figueiredo Ribeiro Chaves         |                                    | 30 de janeiro de 1947   | 29 de março de 1947     | Joaquim Sabino Ribeiro             |                     |
| 25                                 | Maria de Lurdes Silveira Leite           |                                    | 29 de março de 1947     | 31 de janeiro de 1951   | José Rollemberg Leite              |                     |
| 26                                 | Aurélia Dias Rollemberg                  |                                    | 31 de janeiro de 1951   | 17 de fevereiro de 1951 | João Dantas Martins dos Reis       |                     |
| não encontrado                     | não encontrado                           | não encontrado                     | 17 de fevereiro de 1951 | 12 de março de 1951     | Edélzio Vieira de Melo             |                     |
| 27                                 | Maria Augusta Garcez                     |                                    | 12 de março de 1951     | 31 de janeiro de 1955   | Arnaldo Garcez                     |                     |
| 28                                 | Marina de Albuquerque Maciel             |                                    | 31 de janeiro de 1955   | 31 de janeiro de 1959   | Leandro Maciel                     |                     |
| 29                                 | Ninota Garcia                            |                                    | 31 de janeiro de 1959   | 6 de julho de 1962      | Luís Garcia                        |                     |
| 30                                 | Julia de Araujo Machado                  |                                    | 6 de julho de 1962      | 30 de janeiro de 1963   | Dionísio Machado                   |                     |
| 31                                 | Creuza Fontes de Góis                    |                                    | 30 de janeiro de 1963   | 31 de janeiro de 1963   | Horácio de Góis                    |                     |
| 32                                 | Mary Mesquita Dória                      |                                    | 31 de janeiro de 1963   | 1º de abril de 1964     | Seixas Dória                       | [ 2 ]               |
| 33                                 | Bertilde Barreto de Carvalho             |                                    | 1º de abril de 1964     | 31 de janeiro de 1966   | Celso de Carvalho                  | [ 3 ]               |
| 34                                 | Hildete Falcão Batista                   |                                    | 31 de janeiro de 1966   | 14 de maio de 1970      | Lourival Baptista                  |                     |
| 35                                 | Maria Aguiar Melo                        |                                    | 14 de maio de 1970      | 4 de junho de 1970      | Wolney Leal de Melo                |                     |
| 36                                 | Delorisa Maria Vasconcelos Bastos Garcez |                                    | 4 de junho de 1970      | 15 de março de 1971     | João de Andrade Garcez             |                     |
| 37                                 | Maria da Conceição Bonfim Menezes        |                                    | 15 de março de 1971     | 15 de março de 1975     | Paulo Barreto de Menezes           |                     |
| 38                                 | Maria de Lourdes Silveira Leite          |                                    | 15 de março de 1975     | 15 de março de 1979     | José Rollemberg Leite              |                     |
| 39                                 | Virgínia Franco                          |                                    | 15 de março de 1979     | 14 de maio de 1982      | Augusto Franco                     |                     |
| 40                                 | Maria Agda Andrade Queiroz               |                                    | 14 de maio de 1982      | 15 de março de 1983     | Djenal Queiroz                     | [ 4 ] [ 5 ]         |
| 41                                 | Maria do Carmo Alves                     |                                    | 15 de março de 1983     | 15 de março de 1987     | João Alves Filho                   | [ 6 ]               |
| 42                                 | Ana Luiza Dortas Valadares               |                                    | 15 de março de 1987     | 15 de março de 1991     | Antônio Carlos Valadares           |                     |
| 43                                 | Maria do Carmo Alves                     |                                    | 15 de março de 1991     | 1º de janeiro de 1995   | João Alves Filho                   | [ 6 ]               |
| 44                                 | Leonor Franco                            |                                    | 1º de janeiro de 1995   | 1º de janeiro de 2003   | Albano Franco                      | [ 7 ]               |
| 45                                 | Maria do Carmo Alves                     |                                    | 1º de janeiro de 2003   | 1º de janeiro de 2007   | João Alves Filho                   | [ 6 ]               |
| 46                                 | Eliane Aquino                            |                                    | 1º de janeiro de 2007   | 2 de dezembro de 2013   | Marcelo Déda                       | [ 8 ] [ 9 ]         |
| Vago; o governador era solteiro.   | Vago; o governador era solteiro.         | Vago; o governador era solteiro.   | 2 de dezembro de 2013   | 6 de abril de 2018      | Jackson Barreto                    |                     |
| Vago; o governador era divorciado. | Vago; o governador era divorciado.       | Vago; o governador era divorciado. | 6 de abril de 2018      | 1° de janeiro de 2023   | Belivaldo Chagas                   |                     |
| 47                                 | Érica Mitidieri                          |                                    | 1° de janeiro de 2023   | até a atualidade        | Fábio Mitidieri                    | [ 10 ]              |